# Eduard Führ
Eduard Heinrich Führ (* 18. September 1947 in Duisburg) ist ein deutscher Architekturhistoriker und -theoretiker.

## Beruf
Führ machte nach dem Abitur eine Lehre als Kaufmann und studierte dann Kunstgeschichte, Philosophie, Psychologie und Soziologie an der Ruhr-Universität Bochum und an der Rheinischen Friedrich-Wilhelms-Universität Bonn. Er wurde 1979 bei Max Imdahl in Bochum promoviert. Danach arbeitete er als Denkmalpfleger in Bochum und Lüneburg. Von 1981 bis 1990 war er wissenschaftlicher Mitarbeiter an der Hochschule der Künste in Berlin (heute: Universität der Künste Berlin). 1989 habilitierte er sich an der Gottfried Wilhelm Leibniz Universität Hannover. Er wurde 1990 an die Hochschule für Bauwesen in Cottbus als Vertreter einer Professur für Baugeschichte, Kunstgeschichte und Architekturtheorie geholt. 1993 erhielt er einen Ruf an die Fachhochschule für Technik in Stuttgart (heute: Hochschule für Technik Stuttgart). 1994 bis 2010 leitete er den Lehrstuhl Theorie der Architektur an der Brandenburgischen Technischen Universität in Cottbus (heute: Brandenburgische Technische Universität Cottbus-Senftenberg).
Dort entwickelte er zusammen mit Riklef Rambow den Master-Studiengang Architekturvermittlung, der von 2005 bis 2012 angeboten wurde. Im Frühjahr 2010 war er Gastprofessor an der University of New Orleans. Er emeritierte 2010, nahm danach Lehraufträge an der Leuphana Universität Lüneburg an. 2019 wurde er von der Brandenburgischen Technischen Universität Cottbus-Senftenberg zum Honorarprofessor für Architekturvermittlung ernannt. Führ war neben seiner Lehr- und Forschungstätigkeit Kurator von Ausstellungen. So kuratierte er beispielsweise den Architekturteil der Ausstellung Das Prinzip Hoffnung. Aspekte der Utopie in der Kunst und Kultur des 20. Jahrhunderts im Kunstmuseum Bochum (1983/84) und die Ausstellung Heimat – Worin noch niemand war (1985) in Berlin, Heidelberg und Mülheim. Außerdem hat er als Gutachter und Berater in architektonischen und städtebaulichen Projekten mitgewirkt.
1996 gründete Führ die Online-Fachzeitschrift Wolkenkuckucksheim und die darin integrierte Offene Sammlung Theorie der Architektur (OS|ThArch). Seitdem ist er Herausgeber der Zeitschrift. Zudem ist er Stifter, Gründer und Vorsitzender des Kuratoriums der Momus Stiftung – Förderung der Theorie, Wissenschaft und Kritik der Architektur (Eigenschreibweise: momus|stiftung). 2019 gründete er mit weiteren Wissenschaftlerinnen und Wissenschaftlern aus der Praxis die Ideenkonferenz Bielefeld (I-KON), eine zivilgesellschaftliche Aktivität zur städtebaulichen, infrastrukturellen, architektonischen und kulturellen Entwicklung Bielefelds. Er gehört 2022 zu den Gründern des Forums Architektonik und Hermeneutik.

## Wissenschaftliches Wirken
Architekturhistorisch hat Führ zum Beispiel zur Geschichte des Wohnens, zum Arbeiterwohnen und zu New Towns (Schwedt, Sabaudia, Colonial Williamsburg) gearbeitet. Des Weiteren hat er sich mit der Geschichte der Theorie der Architektur beschäftigt. Methodisch geht er dabei von einem phänomenologisch orientierten Ansatz aus, der den Planungsprozess sowie die Realisierung bedenkt. Dabei thematisiert er auch die politische Dimension von Architektur. Architekturtheoretisch hat er beispielsweise zur Wissenschaftstheorie der Architektur gearbeitet. Dabei hat er die methodisch traditionelle Architekturtheorie als Betrachtung von Äußerungen von Architekten oder von Texten zu ihren Bauten kritisiert und zu einer transdisziplinären in die Anthropologie, Psychologie, Soziologie und Philosophie hineinreichenden und an der Phänomenologie orientierten Theorie der Architektur ausgeweitet. Speziell hat er sich zudem mit den Phänomenen Funktion, Gebrauch, Heimat und Wohnen in der Architektur auseinandergesetzt.

## Schriften (Auswahl)
- Architektur als Gebrauchswert. Zur Praktognosie materieller Kultur; Bochum 1979.
- „Nach gethaner Arbeit verbleibt im Kreise der Eurigen“. Arbeiterwohnen im 19. Jahrhundert (zusammen mit D. Stemmrich); Wuppertal 1985.
- Eduard Führ (Hg.): Worin noch niemand war: Heimat. Wiesbaden 1985.
- Modernisierung der Stadt. Über den Zusammenhang von Städtebau, Herrschaft und Alltagskultur in Nordhorn; Marburg 1989.
- Zur Topographie und Morphologie des Konzentrationslagers Sachsenhausen; in: G. Morsch (Hg.); Das Konzentrationslager Sachsenhausen; Oranienburg 1996.
- Ruhrgebiet. Landschaft und Schönheit; in: Schön ist es auch anderswo… Fotografien vom Ruhrgebiet 1989–99 (Katalog einer Ausstellung des Rheinischen Industriemuseums); Heidelberg 1999.
- „Immer und je anders geleitet die Brücke“. Heideggers Architekturfunktionalismus und die Moderne Architektur; in: Eduard Führ (Hg.); Martin Heideggers Grundlegung einer Phänomenologie der Architektur; Münster u. a. 2000, S. 145–162.
- „Frankfurter Küche“ und Spaghetti carbonara. Funktionalität von Architektur und Kunst des Gebrauchens; in: Ausdruck und Gebrauch, Heft 1, 2002, S. 25–51.
- Zur Sprache bringen. Eine Kritik der Architekturkritik (zusammen mit Ulrich Conrads und Christian Gänsehirt); Münster u. a. 2003.
- Becoming Americans: Colonial Williamsburg als Gründungsmythos; in: Anke Köth u. a.  (Hgg.); (zusammen mit H.-G. Lippert); Building America. Die Erschaffung einer neuen Welt; Dresden 2005, S. 93–121.
- Eigenheim und Eigenheimat; in: Uwe Altrock u. a. (Hg.); Landliebe–Landleben. Ländlicher Raum im Spiegel von Sozialwissenschaften und Planungstheorie; Reihe Planungsrundschau, Ausgabe 12, Berlin 2005, S. 31–41.
- Heimat als Situation; in: Institut für Landschaftspflege und Naturschutz der Universität Hannover (Hg.); Der Heimatbegriff in der nachhaltigen Entwicklung; Weikersheim 2005, S. 115–128.
- Städtebau und Propaganda im Faschismus: Sabaudia und der Agro Pontino; in: Hans-Jörg Czech u. a. (Hgg.); Kunst und Propaganda; Dresden 2007, S. 96–105.
- Democracity. Der Städtebau in den dreißiger Jahren des 20. Jahrhunderts in den USA; in: Hans-Jörg Czech (Hg.); Kunst und Propaganda; Dresden 2007, S. 380–393
- Marienburg, im Sommer 1794: Kurzer Vermerk zu einer Dienstreise; in: Eduard Führ / Anna Teut (Hgg.); David Gilly Erneuerer der Baukultur; Münster u. a. 2008, S. 159–164.
- Geschichtlichkeit im Städtebau am Beispiel der Sozialistischen Wohnstadt Schwedt; in: Frank Betger u. a. (Hgg.); Paradigmenwechsel und Kontinuitätslinien im DDR-Städtebau; Erkner 2010, S. 61–93.
- Der arme, reiche Mann. Architekturwerk und Architekturgebrauch; in: Heidi Helmhold, Christina Threuter (Hg.); Abreißen oder Gebrauchen; Berlin 2012, S. 144–160.
- Inside Out. Positionen der klassischen Architekturphänomenologie; in: Ausdruck und Gebrauch, 11. Jg., Heft 11, 2012, S. 32–58.
- Identitätspolitik – „Architect Professor Cesar Pinnau“ als Entwurf und Entwerfer. Bielefeld 2016.
- Schwarz-Weiß-Denken. Die Nuova Pianta di Roma (1748) von Giovanni  Battista Nolli und das postmoderne Verständnis von Öffentlichkeit und Privatheit; in: Wolkenkuckucksheim, Jg. 23, Heft 37, 2018, S. 117–148,  https://cloud-cuckoo.net/fileadmin/hefte_de/heft_37/artikel_fuehr.pdf.
- Return to Progress. Bauhaustransfers durch Architekturtheorie und -geschichte; in: Wolkenkuckucksheim, Jg. 24, Heft 39, 2019 S. 119–149, https://cloud-cuckoo.net/fileadmin/hefte_de/heft_39/artikel_fuehr.pdf.
- Blühende Landschaften (zusammen mit Heinz Nagler); in: Sigrid Ruby, Barbara Krug-Richter, Amalia Barboza (Hgg): Heimat verhandeln? Kunst und kulturwissenschaftliche Annäherungen; Köln 2020, S. 289–307.
- Zur Architektur der Architekturwissenschaft; in: Karsten Berr, Achim Hahn (Hg): Interdisziplinäre Architektur-Wissenschaft. Praxis – Theorie – Methodologie; Wiesbaden 2020; S. 209–252.
- Bunt, mein Freund, ist alle Theorie. Vom Nutzen und Nachteil der Theorie für die Architektur (Video eines Vortrags); in: Wolkenkuckucksheim | Cloud-Cuckoo-Land | Воздушный замок, Jg. 27, Heft 43, 2023 (ohne Seitenzählung), https://cloud-cuckoo.net/de/hefte/alle-hefte/heft-43/fuehr.